# 百日紅
《百日紅》（日语：百日紅）是由杉浦日向子執筆的歷史日本漫畫系列，自1983年至1987年連載於實業之日本社發行的《漫畫Sunday》雜誌上。
作品內容描寫江戶時期的風俗與庶民的生活。並融入恋愛、人情、驚悚等多元要素。
最初出版的單行本是共3冊內容，後續由築摩書房以上下卷方式發行。

## 原作漫畫

### 內容
漫畫內容是短篇單元劇的形式，採用日本江戶時代實有的浮世繪繪師葛飾北齋、其女兒阿榮（葛飾應為），以及年輕時期的池田善次郎（溪齋英泉）等人作為主要人物，描寫他們平時所遭遇的生活百態；劇情並融入戀愛、人情、驚悚、奇聞異事等多項成份。而漫畫的首篇便是以善次郎告知北齋鎮上出現了一顆被斬下、模樣不自然的女人頭作為開始。

### 角色

#### 主要人物
- 葛飾北齋

俗稱鐵藏，是個雖有名氣但收入不多的55歲浮世繪繪師，平時住在長屋裡一間窄小雜亂工作室。
過著與女兒阿榮一同接案繪畫的生活，常不拘細節、憑著自己的喜好來行事。
- 阿榮

北齋的女兒，因從小受父親北齋影響而習得一定程度的繪畫技巧，常接手替北齋不想作的案件代筆。
有著如男性般地強勢個性，也與北齋同樣常不在乎細節。
- 池田善次郎

寄住在北齋工作間的青年，為往後的繪師溪齋英泉。平時向北齋學習繪畫技法。
個人雖尚未闖出名氣，但因平時喜好女性及在聲色場所玩樂，其經驗讓他繪製的春宮圖有獲得一些買方的好評。

#### 其他
- 岩窪初五郎

是出師於北齋門下的弟子；為往後的繪師魚屋北溪。為個性端正溫和的男性，是阿榮心儀的對象。
- 井上政女

北齋門下的女弟子，個人的名號為葛飾北明。在作品裡被描述為會向同門的岩窪初五郎搭訕、以及私下與北齋互相幽會的女性。
- 歌川國直

為歌川豐國門下的年輕繪師，雖隸屬與葛飾北齋對立的歌川派人物，但因自身欣賞北齋的藝術造詣而私下與他及阿榮等人有所往來。
- 歌川國芳

寄居在歌川國直家中與他學習繪畫並時常一同行動的青年。
- 都八造

帶著眼鏡，常前來拜訪北齋的表演家。
- 萬字堂

接洽北齋、阿榮或萬次郎等人繪畫案件的出版商老闆。
- 琴女

北齋的第二任妻子，阿榮的生母。平時不待在北齋和阿榮的工作室而一人居住。
- 多吉郎

阿榮的弟弟，長大後以御家人的身分成為他人的養子，是身材高大個性憨直的青年。
- 阿猶

阿榮的妹妹，因天生眼盲因素而被送至寺院裡學習琵琶演奏，有著虛弱的體質。
- 小夜衣

吉原裡有名的花魁，被外人流傳著她有晚上入睡脖子便會像妖怪般伸長的傳說。
- 吉彌

一位雖有一定年齡、但外貌仍保養很好的男妓。

## 動畫電影
2014年4月，製片方宣布製作長篇動畫電影。電影名為《百日紅 〜Miss HOKUSAI〜》（日语：さるすべり ミス・ホクサイ）。
導演由拍攝過《河童之夏》、《Colorful 多彩奇幻之旅》的原惠一執導，動畫製作室為Production I.G。主角「阿榮」由演員杏配音，「葛飾北齋」由松重豐配音，2015年5月9日上映。
原惠一與《百日紅》被收錄在曾主持Podcast節目「吉卜力圖書館」（Ghibliotheque）、撰寫《吉卜力電影完全指南》的廣播人兼作家麥可．里德（英語：Michael Leader）和製片兼作家傑克．康寧漢（英語：Jake Cunningham）著作的《日本經典動畫指南》（英語：The Ghibliotheque Anime Movie Guide: The Essential Guide to Japanese Animated Cinema），做為介紹日本動畫歷史80年期間30名位導演與30部經典動畫的案例。

### 劇情概要
動畫版劇情是挑選原作漫畫裡各章節內容後；同樣獨立成各單元劇的模式來表現，而部份短篇則有彼此協接、貫穿內容的成份。
另動畫版裡加強阿榮的妹妹阿猶之戲份，以及增加阿榮對她的關懷描寫。其他一些原作漫畫的角色如歌川國芳、或葛飾北明等人雖未被提及，但漫畫裡葛飾北明搭訕岩窪初五郎、讓阿榮內心吃味的畫面，則有改編成動畫裡的一小幕。

### 花絮
在原惠一拍攝完《Colorful 多彩奇幻之旅》後，某日Production I.G動畫室的社長石川光久向原惠一表示過去公司裡曾有將杉蒲百合子《百日紅》改編成動畫電影的念頭、但之後無疾而終，便希望原惠一接手先前無法完成的計畫。之後原惠一答應嘗試進行將《百日紅》改編動畫，而原惠一年輕時也喜好著杉蒲百合子的《風流江戶雀》之類漫畫作品。
因原作漫畫是單元劇形式，原惠一因此需要一個能貫穿整部動畫的主題，便想到原作漫畫中描述阿榮的妹妹阿猶死去之章節《野分》，因此讓阿榮與阿猶之間姊妹關係成為動畫版的重要內容。
在角色設計方面是請曾在動畫《電腦線圈》裡擔任作畫指導的板津匡覽負責，雖然原作漫畫中阿榮並非美形角色，原惠一仍讓板津匡覽將阿榮給予美化，而原作漫畫裡因有著突出下巴的阿榮、而被北齋戲稱為「阿顎」的橋段便沒出現在動畫版裡。
替此片阿榮與北齋配音的杏和松重豐，為第三度一同飾演父女關係角色，其中前兩次是在連續劇《約會～戀愛為何物～》及電視廣告上而為片中美型的男妓（陰間）吉彌配音的入野自由表示著，在此之前不曉得江戶時代有以「陰間」稱呼男妓一事，也因此私下特別挪出時間查閱相關文獻。

### 主要配音員
- 阿榮：杏
- 葛飾北齋：松重豐[3]
- 池田善次郎：濱田岳[8]
- 歌川國直：高良健吾[8]
- 琴女：美保純（日语：美保純）[8]
- 阿猶：清水詩音（日语：清水詩音）[8]
- 岩窪初五郎：筒井道隆（日语：筒井道隆）[8]
- 小夜衣：麻生久美子[8]
- 萬字堂：立川談春（日语：立川談春）[8]
- 吉彌：入野自由[7]
- 茶屋旁玩耍的男孩：矢島晶子[7]
- 談天的武士、賣放生鳥的小販：藤原啟治[7]

### 幕後人員

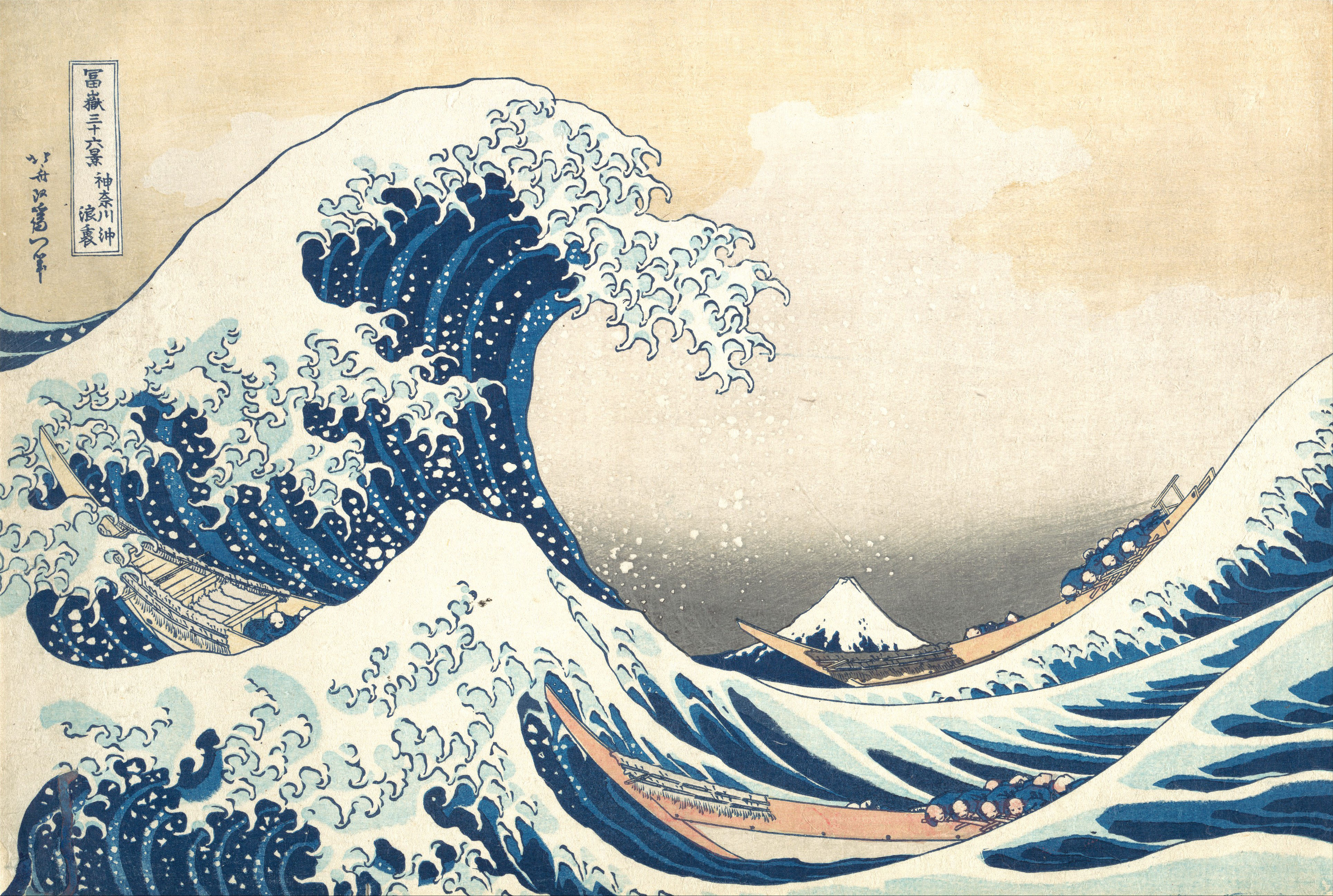
葛飾北齋繪製的畫作《神奈川沖浪裏》有融合在劇中乘船的一幕裡。

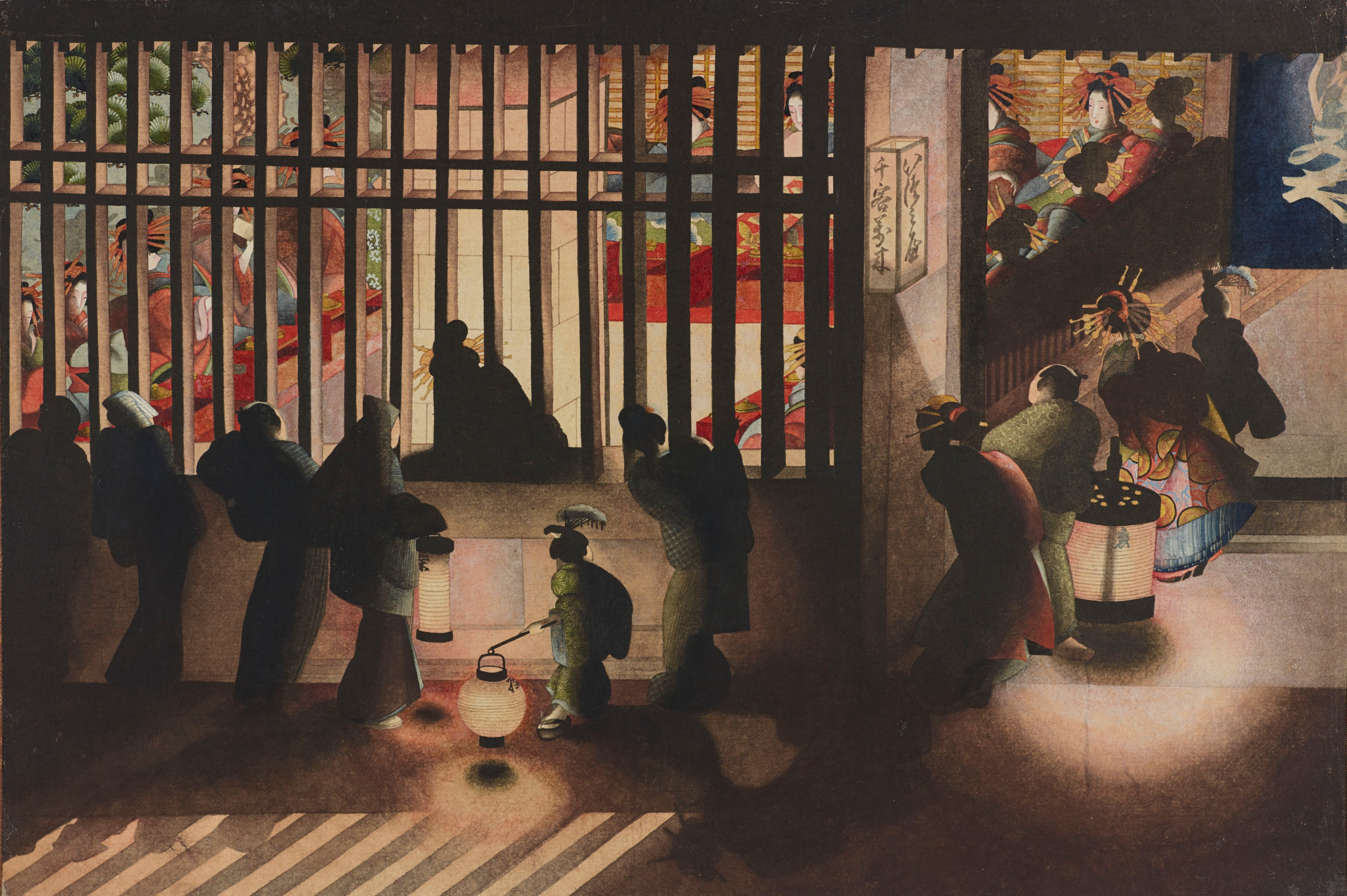
在末段幕後人員名單裡穿插了葛飾應為創作的《吉原格子先之圖》。

- 原作：杉浦日向子
- 導演：原惠一
- 劇本：丸尾未歩（日语：丸尾みほ）[9]
- 角色設計、總作畫指導：板津匡覽[9]
- 美術指導：大野廣司（日语：大野広司）[9]
- 色彩設計：橋本賢
- 3DCG：DandeLion（日语：ダンデライオンアニメーションスタジオ）
- 攝影指導：田中宏侍
- 執導助手：佐藤雅子
- 剪輯：西山茂
- 音樂：富貴晴美、辻陽
- 動畫製作：Production I.G
- 百日紅製作委員會：Production I.G、萬代影視、東京電視台、Trans Cosmos（日语：トランス・コスモス）、Production Goodbook、朝日新聞社、旭通廣告、東京Theatres（日语：東京テアトル）、OLM、日昇動畫
- 配給：東京Theatres
- 宣傳：Miracle Voice

## 列名獎項
- 2015年第18屆蒙特婁幻想曲電影節：今敏獎、優秀亞洲動畫獎、長篇動畫觀眾獎[10]。
- 2015年第39屆安錫國際動畫影展：長篇部門審查員獎[11]。
- 2015年第39屆山路子電影獎項：文化獎[12]。
- 2015年第48屆錫切斯影展：動畫部門最優秀作品獎[13]。
- ASIAGRAPH 2015 創會場受獎作品[14]。

## 外部連結
- 電影《百日紅 〜Miss HOKUSAI〜》官網 （页面存档备份，存于）（日語）
- 百日紅 〜Miss HOKUSAI〜的Facebook專頁（日語）
- 百日紅 〜Miss HOKUSAI〜的X（前Twitter）（日語）